# Wołodymyr Ostrouszko
Wołodymyr Mykołajowycz Ostrouszko, ukr. Володимир Миколайович Остроушко (ur. 8 stycznia 1979) – ukraiński piłkarz grający na pozycji pomocnika, a wcześniej obrońcy.

## Kariera piłkarska

### Kariera klubowa
W 1996 rozpoczął karierę piłkarską w CSKA Kijów. Potem występował w składzie drugiej i trzeciej drużyny. Na początku 2001 został piłkarzem klubu Systema-Boreks Borodzianka. Po dwóch latach zmienił klub na Nafkom-Akademia Irpień. Latem 2005 został zaproszony do Czornomorca Odessa, a już po pół roku został wypożyczony do Zorii Ługańsk. Latem 2006 przeszedł do Wołyni Łuck. Na początku 2006 wyjechał do Kazachstanu, gdzie bronił barw FK Taraz. Potem grał w amatorskich zespołach KNEU Kijów i Zenit Bojarka. Od września 2010 występował w Zirce Kirowohrad gdzie grał przez dwa lata. W 2012 roku podpisał kontrakt w Polsce z klubem Zagłębie Sosnowiec  (II Liga) gdzie grał do 2014 roku. Następnie w  2015 roku reprezentował barwy klubu Unia Ząbkowice. (IV liga), od 2016 gra w klubie SKS Łagisza. 

## Sukcesy i odznaczenia

### Sukcesy klubowe
- brązowy medalista Mistrzostw Ukrainy: 2006
- mistrz Ukraińskiej Pierwszej Lihi: 2006